# Tenante de altar

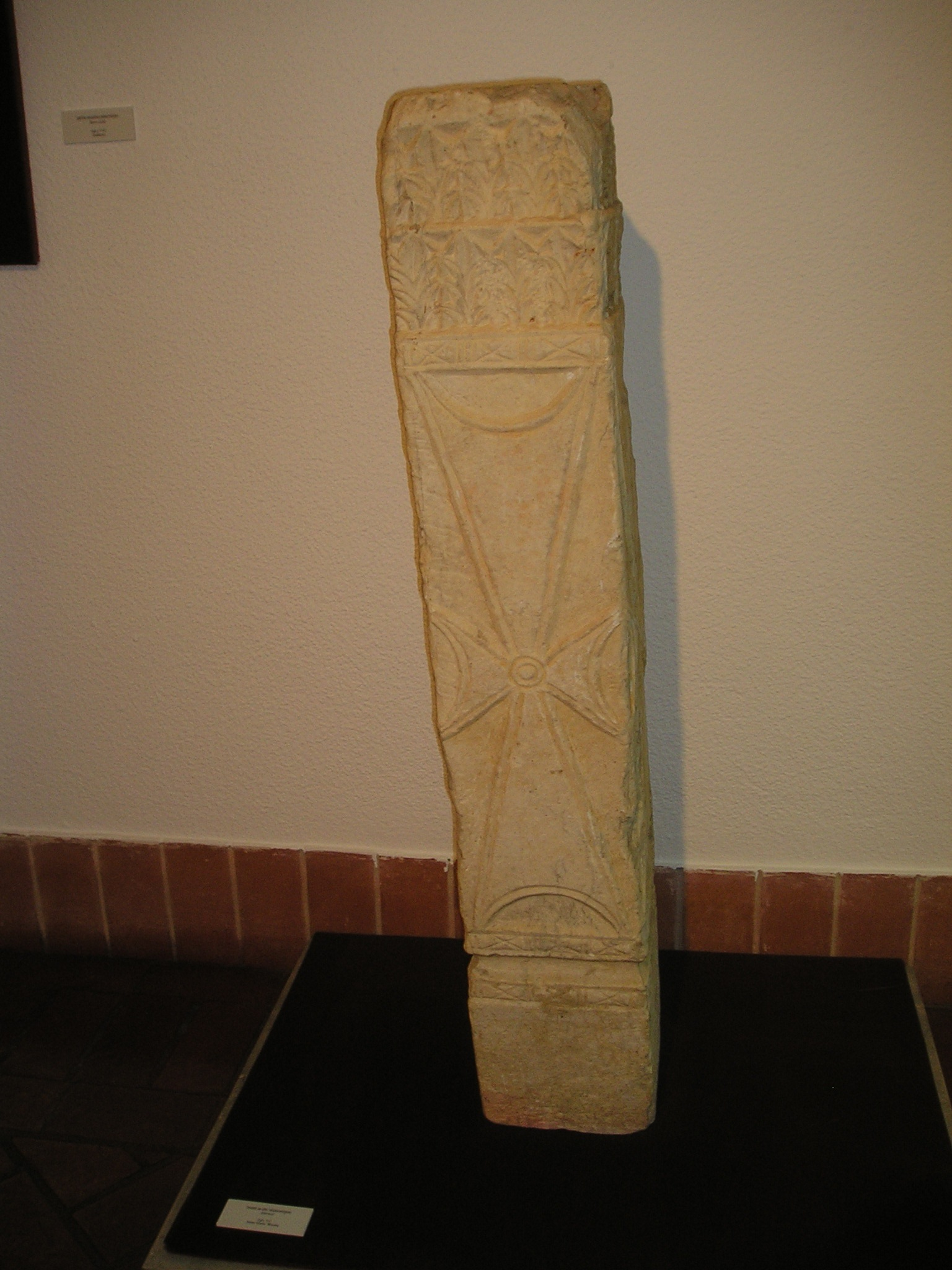
Tenante de altar de la Iglesia de Santa María de Wamba, depositada en el Museo de Valladolid

El tenantes de altar es una estructura maciza utilizada para soportar el altar, sobre todo en los templos visigodos,  prerrománicos y románicos.
Su decoración más primitiva era a base de los símbolos propios de la época, como cruces patadas, rosetas,  ruedas de radios curvos o espigas en el caso visigodo y posteriormente, era más frecuente esculpir figuras en forma humana, como los ángeles.